# Джерела світла

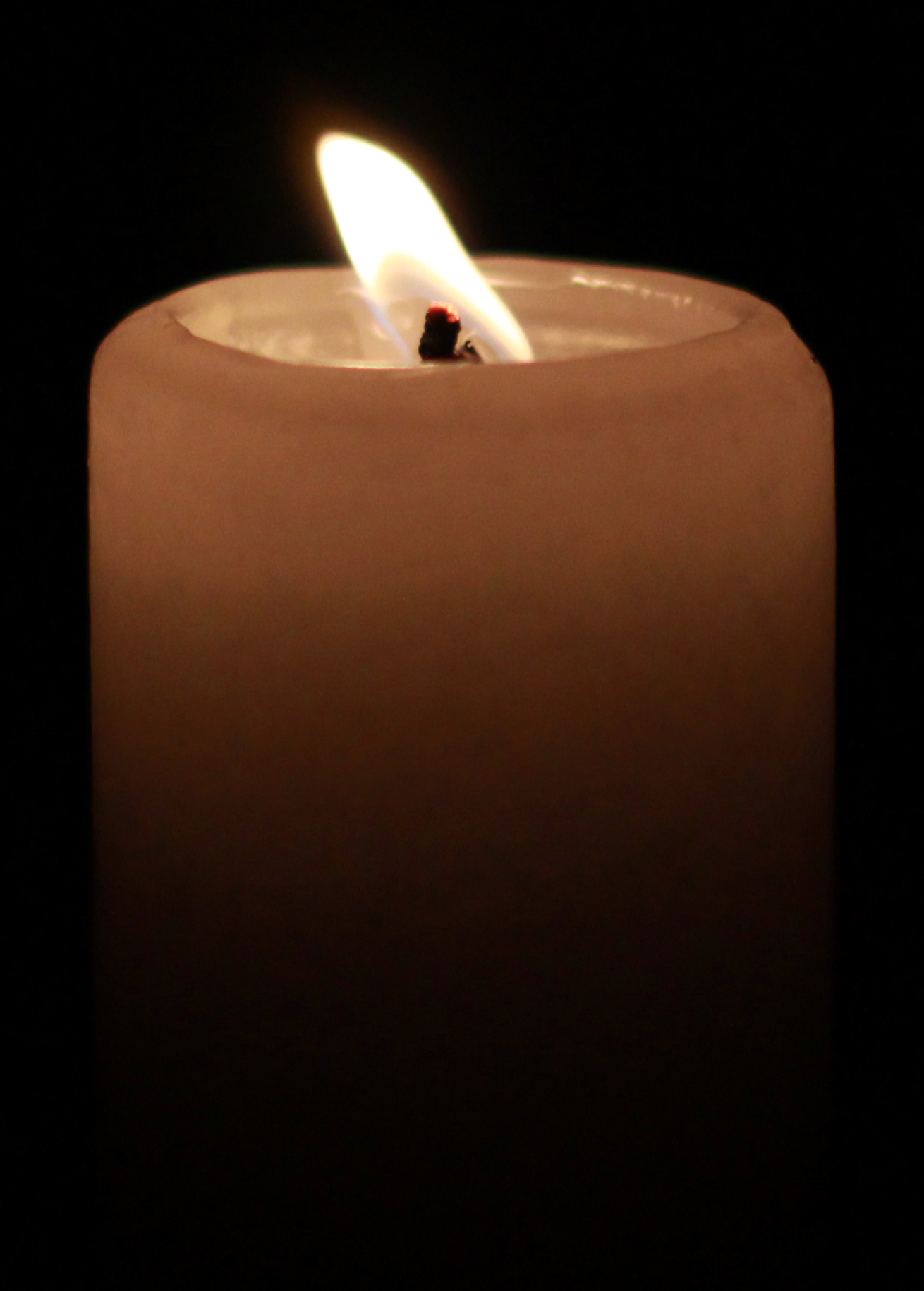
Свічка

Джере́ла сві́тла — природні тіла, або штучні пристрої різної конструкції і з різними способами перетворення енергії, основним призначенням яких є отримання світлового випромінювання з різними довжинами хвиль, — як видимої частини спектру, так і невидимих для людського ока променів (наприклад, інфрачервоних). У джерелах світла використовують переважно електроенергію, але іноді застосовують хімічну енергію та інші способи отримання світла (наприклад, триболюмінесценція, радіолюмінесценція, біолюмінесценція тощо).
Кожне джерело світла характеризується спектром випромінювання. Загалом джерела світла мають скінченну поверхню, якщо розмірами джерела можна знехтувати, то його називають точковим.
Кількісною характеристикою джерела світла є яскравість, що визначається як сила світла, випромінена одиницею площі поверхні в одиничний тілесний кут.

## Виникнення світла

Випромінювання фотона світла при переході атома з зарядом ядра +Ze з третього енергетичного рівня в другий. ---- До 1923 року більшість фізиків відмовлялися вірити в те, що електромагнітне випромінювання має квантові властивості. Замість цього вони схилялися до пояснення поведінки фотонів квантуванням матерії, як, наприклад, у моделі атома водню, запропонованій Бором. Хоча всі напівкласичні моделі спростовано експериментами, вони спричинили створення квантової механіки.

Добре відомо, що при нагріванні до певних температур речовини починають випромінювати світло: чи то вольфрамова нитка розжарення електричної лампи, чи наше небесне світило, температура на поверхні якого становить близько 6000 °C.
Вчені встановили, що енергія атома має дискретний характер і змінюється певними стрибками, властивими для кожного атома. Ці встановлені можливі значення енергій атомів отримали назву енергетичних або квантових рівнів. Електрони, перебуваючи на одному з вищих енергетичних рівнів, мимовільно переходять на нижчі через проміжок часу порядку 10−8 с. При цьому мимовільний перехід із нижчого стану в будь-який інший неможливий. Цей рівень називають основним, тоді як інші — збудженими. За нормальних умов усі атоми перебувають у своїх основних енергетичних станах. Для того, щоб збудити атом, йому слід надати деяку енергію, причому для кожного атома існує певна найменша порція енергії, що переводить його з основного стану в збуджений (так для водню ця величина дорівнює 10,1 еВ — це відстань між його першим і другим енергетичними рівнями).

При переході з вищого стану в нижчий атом випускає порцію енергії — фотон. За формулою Планка енергію, що випускається, розраховують так:
де {\displaystyle h} — стал Планка, а {\displaystyle \nu _{nm}} — частота фотона при переході з рівня {\displaystyle n} на рівень {\displaystyle m\ (n>m)}, яку можна розрахувати за енергіями цих рівнів: {\displaystyle \nu _{nm}={\frac {E_{n}-E_{m}}{h}}}
Зі зростанням температури тіла випромінювання доповнюється все вищими частотами. Таким чином, випромінювання тіла, нагрітого до декількох тисяч градусів, являє собою суцільний спектр: від інфрачервоного до ультрафіолетового.

## Інтенсивність світла
Будь-яке джерело світла характеризується інтенсивністю — середнім за часом значенням величини вектора Пойнтінга:
Таким чином, інтенсивність пропорційна квадрату амплітуди коливань електромагнітного поля:
{\displaystyle I\sim E_{0}^{2}\sim B_{0}^{2}}

Через значення напруженості електричного поля її можна виразити так:
де {\displaystyle \varepsilon _{0}} — діелектрична стала, {\displaystyle c={\frac {1}{\sqrt {\varepsilon _{0}\mu _{0}}}}} — електродинамічна стала (швидкість світла у вакуумі), {\displaystyle {\sqrt {\varepsilon \mu }}} — показник заломлення середовища, {\displaystyle \mu } — магнітна проникність речовини, {\displaystyle \varepsilon } — діелектрична проникність речовини.
Оперуючи поняттям середнього за часом значення величини вектора Пойнтінга, зазвичай мають на увазі, що усереднення проводиться або за нескінченним проміжком часу, або за інтервалом, що істотно перевищує характерний час змінення напруженості електричного поля. Однак, під час реєстрації інтенсивності час усереднення визначається часом інтегрування фотоприймача, а для пристроїв, що працюють у режимі накопичення сигналу (фотокамери, фотоплівка тощо), часом експозиції. Тому приймачі випромінювання оптичного діапазону реагують на середнє значення потоку енергії лише в деякому інтервалі. Тобто сигнал із фотоприймача пропорційний:
{\displaystyle {\frac {\mathrm {c} }{4\pi }}\langle E^{2}\rangle _{\tau }}
Оскільки в більшості випадків фізичної оптики, наприклад у задачах, пов'язаних з інтерференцією і дифракцією світла, досліджується переважно просторове положення максимумів і мінімумів і їх відносна інтенсивність, сталі множники, що не залежать від просторових координат, часто не враховуються. З цієї причини часто вважають:
{\displaystyle \mathbf {} I=\langle E^{2}\rangle _{\tau }}

## Моделювання джерел світла у віртуальних просторах
У застосунках комп'ютерної графіки реального часу, наприклад, у відеоіграх, виділяють три основних види джерел світла:
- точкові джерела світла;
- нескінченно віддалені (спрямовані) джерела світла;
- прожектори.

Вони є лише наближеними моделями своїх прототипів із фізичного світу, проте, в поєднанні з якісними моделями затінення, наприклад затіненням за Фонгом, вони дозволяють створювати цілком реалістичні зображення.